# Het Kwiatkowska
Het Kwiatkowska, właśc. Helena Kwiatkowska (ur. 1886 w Warszawie, zm. 1956 w Paryżu) – polska malarka tworząca we Francji.

## Życiorys
Opuściła Polskę, aby kształcić się we Francji, gdzie spotkała Stefana Mrożewskiego. Razem wyjechali do Amsterdamu, ale Helena Kwiatkowska powróciła do Paryża. Należała do Towarzystwa Artystów Polskich, z którym wystawiała swoje prace. Tworzyła pod silnym wpływem Pabla Picassa i Henri Matisse’a, Współpracowała z Jeanne Bieruma Hosting, Gerardem Hordijkiem i Germem de Jongiem. Tworzyła martwe natury, pejzaże i akty. Rozgłos jej twórczości przyniosła zorganizowana w 1934 w Amsterdamie wystawa w galerii sztuki należącej do Santee Landweer, czasopismo „NRC” 22 czerwca 1934 zamieściło recenzje dwóch prac Heleny Kwiatkowskiej. Były to Martwa natura z rybami i Owoce na krześle. W późniejszym czasie jej postać przypomniał tygodnik „Elsevier”.